# Mi familia (película)
Mi familia (en inglés, My Family) es una película dramática estadounidense de 1995 dirigida por Gregory Nava.

## Argumento
La historia, narrada por el hermano mayor, Paco, narra la historia de tres generaciones de inmigrantes mexicanos que residen en Los Ángeles. La primera generación, José Sánchez, es el que cruza la frontera a pie para encontrarse con un familiar de Los Ángeles llamado El Californio. José conoce y se casa con María, una ciudadana americana justo antes de ser deportada ilegalmente a México. Pero ella vuelve a los Estados Unidos.
20 años después, la familia se amplía con el nacimiento de Chucho y Paco. Debido a un desafortunada pelea, Chucho mata accidentalmente a su rival Butch Mejía por lo que se convierte en prófugo de la policía y posteriormente abatido por ellos. La tercera generación, que tiene lugar otros veinte años más tarde en la década de 1970, enfrenta situaciones como asimilación cultural y problemas pasados de la familia. 

## Reparto
- Edward James Olmos: Paco
- Jimmy Smits: Jimmy
- Esai Morales: Chucho
- Elpidia Carrillo: Isabel Magaña
- Rafael Cortés: Roberto
- Ivette Reina: Trini
- Amelia Zapata: La amiga de Roberto
- Jacob Vargas: Jove José
- Jennifer Lopez: Jove Maria
- Thomas Rosales Jr.: El Batelier
- Constancia Marie: Toni
- Benito Martínez: Jove Paco
- Bart Johnson: Joven oficial
- Scott Bakula: David Ronconi
- Lupe Ontiveros: Irene
- Mary Steenburgen: Gloria
- Emilio Rivera: Tamalito
- Dedee Pfeiffer: Karen Gillespie
- Bruce Gray: Mr. Gillespie

## Acogida de la crítica
A Roger Ebert, crítico de cine del 'Chicago Sun-Times', le gustó la dirección de la película y escribió: "Su historia se cuenta en imágenes de una belleza asombrosa y una gran energía desbordante; Es raro escuchar tantas risas de un público que a veces también se conmueve hasta las lágrimas. Se hacen pocas películas como esta porque pocos cineastas tienen la ambición de abrir los brazos y abrazar tanta vida".
A los críticos de cine Frederic y Mary Ann Brussat, que escribían para la web Spirituality and Practice, les gustó la película, la actuación y la dirección de la película. Escribieron: "Mi familia es un retrato conmovedor y, a menudo, místico de una familia mexicano-estadounidense multigeneracional en el este de Los Ángeles ... Director Gregory Nava (  El Norte ) hace un buen trabajo al orquestar los muchos eventos en este drama emocionalmente resonante ".
Pero no todos fueron tan amables. Caryn James, en una reseña cinematográfica en  The New York Times  escribió que la película era "tremendamente desigual" y "ofrece una narración trivial y exagerada de Edward James Olmos y un sentido a menudo decadente de drama." Tampoco estaba contenta con la dirección de Nava y escribió: "[Nava] parece tan enamorado de la textura de la vida mexicano-estadounidense que se desliza más allá de cualquier sentido del carácter".  Yet, she was very complimentary of Jimmy Smits' performance.

### Premios y distinciones
Ganados
- NCLR Bravo Award: NCLR Bravo Award; Outstanding Feature Film; 1995.
- Festival Internacional de San Sebastián de 1995: Premio OCIC, Gregory Nava; 1995.
- Young Artist Awards: Mejor Actor de reparto en su debut, Jonathan Hernández; 1996.

Nominaciones
- Premios de la Academia: Oscar al mejor maquillaje, Ken Diaz y Mark Sanchez; 1996.
- Independent Spirit Awards: Mejor actor, Jimmy Smits; Mejor actriz de reparto, Jennifer López; 1996.